# Groșii Țibleșului
Groșii Țibleșului es una comuna ubicada en el distrito de Maramureș, Rumania.

## Superficie
Cuenta con una superficie de 123,4 kilómetros cuadrados.

## Demografía
Hasta 2021 la población era de 2103 habitantes, con una densidad de población de 17,04 habitantes por kilómetro cuadrado.